# Nông Thượng
Nông Thượng là một xã thuộc thành phố Bắc Kạn, tỉnh Bắc Kạn, Việt Nam.

## Địa lý
Xã Nông Thượng có vị trí địa lý:
- Phía bắc giáp các phường Sông Cầu, Phùng Chí Kiên và Đức Xuân
- Phía đông giáp phường Xuất Hóa
- Phía nam giáp huyện Chợ Mới
- Phía tây giáp huyện Bạch Thông.

Xã Nông Thượng có diện tích 21,50 km², dân số năm 2019 là 3.545 người, mật độ dân số đạt 165 người/km².
Nông Thượng có một đoạn Quốc lộ 3 chạy qua khu vực Đông Bắc, ngoài ra, Nông Thượng có tuyến đường tỉnh lộ 259 nối đến xã Thanh Mai của huyện Chợ Mới. Trên địa bàn xã có một số phụ lưu hữu ngạn của sông Cầu như suối Khau Dạ, suối Bản Rạo và khuổi Cuồng.

## Hành chính
Xã Nông Thượng được chia thành 15 xóm bản: Nà Vịt, Nà Kẹn, Nà Chuông, Nà Thinh, Cốc Muổng, Nà Bản, Khau Cút, Nà Choong, Nà Diểu, Nà Nàng, Thôm Luông, Khuổi Chang, Khuổi Cuồng, Tân Thành, Nam Đội Thân.